# Tartarocreagris intermedia
Tartarocreagris intermedia är en spindeldjursart som beskrevs av William B. Muchmore 1992. Tartarocreagris intermedia ingår i släktet Tartarocreagris och familjen helplåtklokrypare. Inga underarter finns listade i Catalogue of Life.